# 皮埃尔莱
皮埃尔莱（法語：Pierrelaye，法語發音：[pjɛʁlɛ] ⓘ）是法国法蘭西島大區瓦兹河谷省的一个市镇，位于该省南部，蓬图瓦兹东南方向，属于阿让特伊区。

## 地理
皮埃尔莱（49°1'21"N, 2°9'1"E）面积9.21 平方千米，位于法国法蘭西島大區瓦兹河谷省，该省份为法国北部内陆省份，北起瓦兹省，西接厄尔省，南至塞纳-圣但尼省、上塞纳省和伊夫林省，东临塞纳-马恩省。
与皮埃尔莱接壤的市镇（或旧市镇、城区）包括：瓦兹河畔梅里、塞纳河畔埃尔布莱、博尚、贝桑库尔、蒙蒂尼莱科尔梅耶、圣旺洛莫讷。

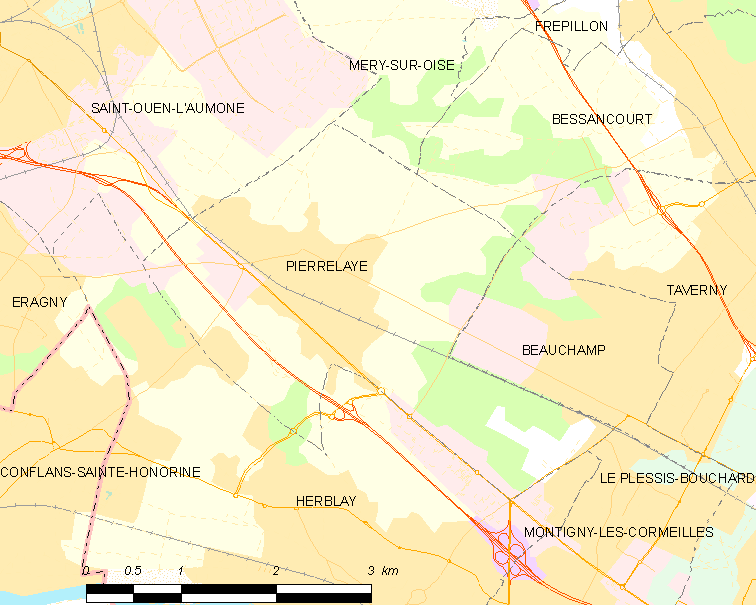
皮埃尔莱的OSM定位图

皮埃尔莱的时区为UTC+01:00、UTC+02:00（夏令时）。

## 行政
皮埃尔莱的邮政编码为95480、95220，INSEE市镇编码为95488。

## 政治
皮埃尔莱所属的省级选区为塔韦尼县。

## 人口

1962-2008年间皮埃尔莱人口变化图示

皮埃尔莱于2022年1月1日时的人口数量为10230人。